# Ханыков, Яков Владимирович

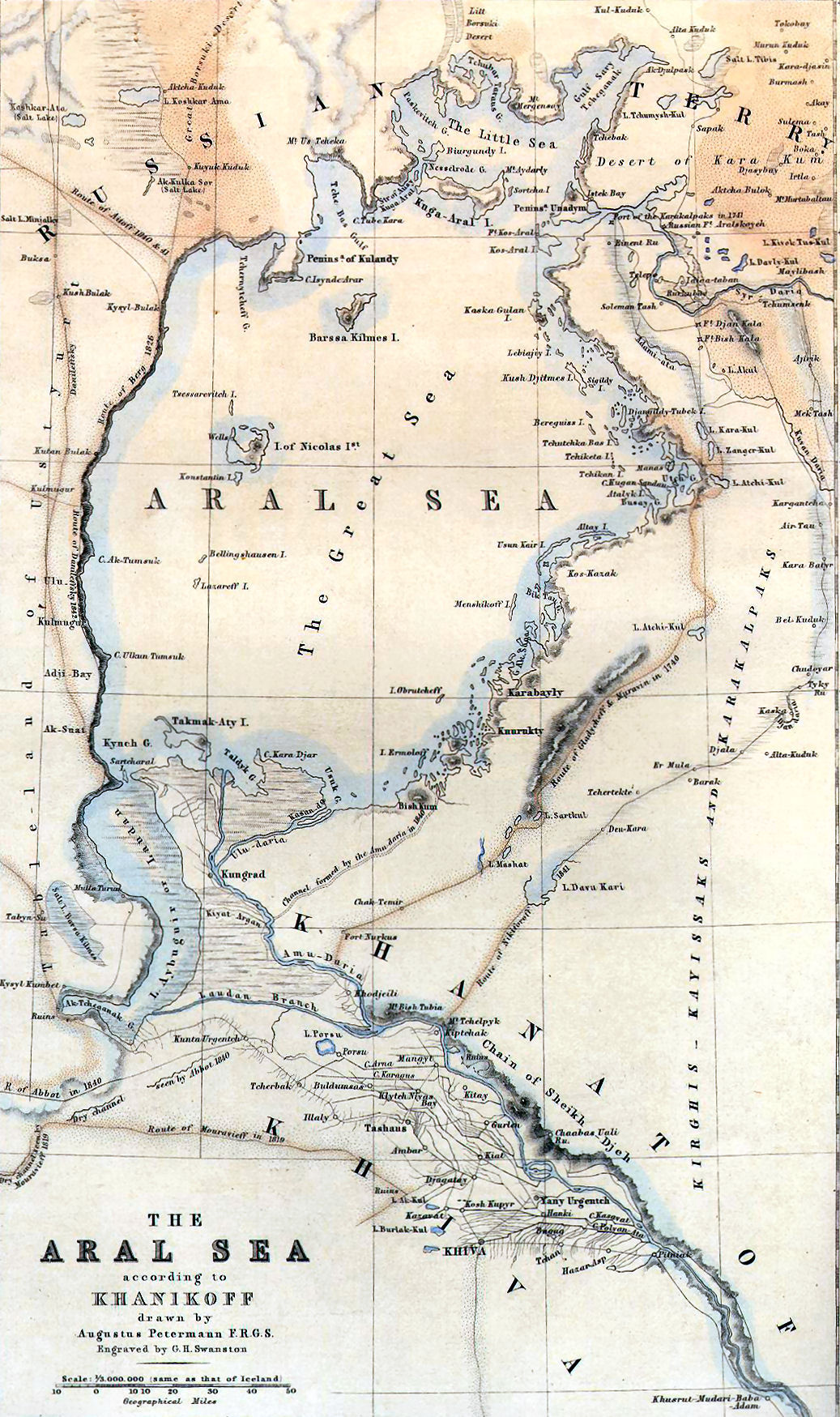
Карта Аральского моря и части Хивинского Ханства авторства Я. В. Ханыкова

Яков Владимирович Ханыков (1818—1862) — русский государственный деятель и исследователь, картограф; оренбургский губернатор (1851—1856), действительный статский советник.
Происходил из дворянского рода Ханыковых. В 1831 году из Благородного пансиона при Императорском Санкт-Петербургском университете перешёл в Царскосельский лицей, где вместе с А. А. Харитоновым издавал рукописный журнал «Сын лицея». Окончил лицей в 1835 году.
Сразу зарекомендовал себя талантливым географом и картографом; его описание Оренбургского края получило высокую оценку современников. В статье «Географическое обозрение Оренбургского края» Ханыков дал описание природных условий, населения и городов огромной территории, которая включала (в современных границах) Урал, Казахстан, Башкирию, Татарию и Нижнюю Волгу.
Большой интерес для экономической географии представил его труд «Обозрение рудного производства частных Оренбургских заводов в 1838 г.»
Был правителем канцелярии рижского губернатора Е. А. Головина. В 1846 году назначен председателем ревизионной комиссии министерства внутренних дел, которой было поручено изучить городское устройство и хозяйство Риги и составить проект преобразования этого города.
По поручению Русского географического общества составил «Карту Аральского моря и Хивинского ханства с их окрестностями» и «Карту озера Иссык-Куль с окрестностями», напечатанные в 1851 году в «Записках Географического Общества». Кроме того он вместе с В. И. Далем собрал «Сведения о путях в Хиву». «Картографические труды Ханыкова обратили на себя внимание ученого мира, его карта была издана на французском языке Парижским географическим обществом и, по представлению А. Гумбольдта, король Прусский пожаловал Ханыкову орден Красного Орла 2-й степени». Ханыков принимал участие в переводе «Азии» К. Риттера и состоял членом редакционного комитета по наблюдению над изданием «Вестника Русского географического общества». В 1851 году он был избран секретарём Русского географического общества.
Карту северной Персии Я. В. Ханыкову не закончил и Географическое общество передало её составление его брату, Н. В. Ханыкову, который включил в неё сведения, собранными в Хоросанской экспедиции. Также, по поручению Географического общества после смерти Я. В. Ханыкова, Н. А. Ивашенцовым была составлена карта Каспийского моря.
Ещё Я. В. Ханыков является автором «Очерка истории медицинской полиции в России» (СПб., 1851).
С 1846 года был женат на Екатерине Евгеньевне Головиной (1821—1852), дочери генерала Е. А. Головина и внучке сенатора П. И. Фонвизина. По мнению современников, Головина «по природе своей не совсем подходила Ханыкову, но влюблён в неё он был по уши».